# Yonehara Shusuke
Shusuke Yonehara (米原 秀亮 Yonehara Shūsuke, sinh ngày 20 tháng 4 năm 1998) là một cầu thủ bóng đá người Nhật Bản.

## Sự nghiệp câu lạc bộ
Yonehara Shusuke đã từng chơi cho Roasso Kumamoto.